# Сільський округ Жолдабая Нурлибаєва
Сільський округ Жолдаба́я Нурлиба́єва (каз. Жолдыбай Нұрлыбаев ауылдық округі, рос. Сельский округ Жолдабая Нурлыбаева) — адміністративна одиниця у складі Мактааральського району Туркестанської області Казахстану. Адміністративний центр — село Интали.
Населення — 6645 осіб (2021; 6345 у 2009, 5341 у 1999, 4548 у 1989).
Станом на 1989 рік існувала Кизилтуська сільська рада (села 30 літ Казахської РСР, Интали, Каракір, Кизилту, Леніно, Махтали, Юбілейне).

## Склад
До складу округу входять такі населені пункти:
| Населений пункт | Колишні назви         | Населення, осіб (1989) | Населення, осіб (1999) | Населення, осіб (2009) | Населення, осіб (2021) |
| --------------- | --------------------- | ---------------------- | ---------------------- | ---------------------- | ---------------------- |
| Интали, село    | Кизилту               | 950                    | 1699                   | 1944                   | 2046                   |
| МТФ             | -                     | -                      | -                      | -                      | 4                      |
| Интали, село    | -                     | 269                    | -                      | -                      | -                      |
| Иристи, село    | Леніно                | 656                    | 800                    | 1005                   | 909                    |
| Каракір, село   | -                     | 559                    | 710                    | 843                    | 775                    |
| Мирзатобе, село | Махтали               | 904                    | 719                    | 886                    | 1202                   |
| Онімгер, село   | 30 літ Казахської РСР | 720                    | 961                    | 1208                   | 1188                   |
| Оркен, село     | Юбілейне              | 490                    | 452                    | 459                    | 521                    |